# Clausthal-Zellerfeld
Clausthal-Zellerfeld è una città di 14.840 abitanti della Bassa Sassonia, in Germania.
Appartiene al circondario (Landkreis) di Goslar (targa GS) ed è parte della comunità amministrativa (Samtgemeinde) di Oberharz.

## Geografia
Clausthal-Zellerfeld si trova sull'altopiano dell'Harz superiore. L'ambiente è meno montuoso rispetto alla maggior parte dell'Harz, ma prevalentemente collinare. Di conseguenza, l'area circostante è meno boscosa e ci sono più zone di prato. All'interno e nei dintorni di Clausthal-Zellerfeld si trovano numerose dighe e corsi d'acqua appartenenti al sistema idrico dell'Alto Harz.

## Storia
Clausthal-Zellerfeld era originariamente costituita da due città che furono fuse nel 1924 per formare un'unità amministrativa. Clausthal è nota per l'antica Università di Tecnologia di Clausthal e i suoi magnifici edifici, fra cui la grande Marktkirche, nota per il suo colore blu. Invece Zellerfeld si è sviluppata come una tipica località turistica per escursionisti e sportivi invernali. Clausthal-Zellerfeld è la città più grande dell'area, situata tra le montagne dello Harz.
L'attività mineraria nella zona è iniziata nel XVI secolo. Qui fu inventato il sistema della fune metallica per servire le miniere di ferro negli anni Trenta del XIX secolo dall'ingegnere minerario tedesco Wilhelm Albert, tra il 1831 e il 1834, per essere utilizzata nelle miniere delle montagne Harz a Clausthal. Fu rapidamente utilizzata perché si dimostrò superiore alle corde di canapa o alle catene metalliche utilizzate in precedenza e presto trovò applicazione in diverse applicazioni, tra cui, in particolare, i ponti sospesi. La ferrovia della valle dell'Innerste fu inaugurata nel 1877 e prolungata fino ad Altenau nel 1914. Il grande edificio della stazione e altri 70 edifici della città furono distrutti da un bombardamento aereo il 7 ottobre 1944. 92 persone persero la vita.
L'attività mineraria si interruppe nel 1930 per l'esaurimento dei giacimenti di minerale. Oggi, nella circostante regione dell'Harz, vi sono ampi resti di miniere, alcune delle quali sono ora musei. La linea ferroviaria è stata chiusa nel 1976. L'ex stazione ferroviaria, ricostruita nel 1961-1963 dopo essere stata distrutta nel 1944, ospita oggi l'ufficio informazioni turistiche e la biblioteca comunale.
L'Università di Tecnologia di Clausthal fu fondata nel 1775 per la formazione di ingegneri minerari. Oggi è un'università tecnica che insegna ingegneria, scienze naturali (in particolare chimica, scienza dei materiali e fisica) e studi economici.